# سكوت بيكوك
سكوت بيكوك (بالإنجليزية: Scott Peacock)‏ هو طاهي أمريكي، ولد في 1963 في هارتفورد في الولايات المتحدة.